# Everything Counts
Singles de Depeche Mode
Get the Balance Right!
(1983) Love, in Itself
(1983)
Pistes de Construction Time Again
Pipeline Two Minute Warning
Singles de Depeche Mode
Strangelove '88
(1988) Personal Jesus
(1989)
Pistes de 101
Just Can't Get Enough (live)
Everything Counts est le huitième single de Depeche Mode sorti le 11 juillet 1983, et l'un des plus grands succès du groupe dans son pays d'origine.
Premier extrait de l'album à venir, Construction Time Again, c'est la première d'une longue liste de chansons du groupe inspirées par la musique industrielle, ayant été considérée comme « sans conteste... le tout premier hit pop industriel en langue anglaise. » Ce single a été ressorti en version live le 13 février 1989 afin de promouvoir l'album 101.
L'édition 1983 de ce morceau s'est plutôt bien classée dans les charts que ce soit au Royaume-Uni - où ce titre représente alors pour le groupe l'un de ses meilleurs classements puisqu'il atteint la 6e place dans le Top 40, égalant alors la performance de See You, sorti l'année précédente - ou au niveau international.

## Historique et thèmes
En janvier 1983, peu de temps après la sortie du single Get the Balance Right!, le compositeur Martin Gore a assisté à un concert de Einstürzende Neubauten, lui donnant ainsi l'idée d'utiliser des sons proches de la musique industrielle dans un contexte pop. Cette expérimentation amenait le groupe à utiliser pour la première fois un Synclavier, un synthétiseur qui non seulement comprenait une large gamme de sons pré-enregistrés, mais aussi permettait l'import de samples. Le groupe parcourait donc le voisinage à la recherche de sons afin de les mettre dans ce Synclavier, et ainsi transformer les sons afin de les placer dans ses chansons. Ces sons consistaient surtout en bruits d'enclume et de marteau, d'eau courante... En plus des sons samplés, une autre grande nouveauté est le fait que la chanson utilise aussi une grande variété d'instruments musicaux, comme le xylophone et le mélodica (dont Martin jouait sur scène pour le besoin de la chanson).
Le printemps de cette année 1983, le groupe se rassemblait à Londres pour commencer l'enregistrement de son troisième album, Construction Time Again, changeant aussi de studio d'enregistrement. Lors des deux premiers albums, le groupe enregistrait aux Blackwing Studios avant donc d'opter pour le Garden studio de John Foxx. Ce changement, en plus de l'addition de Gareth Jones à l'équipe de production, a facilité le passage de la pop naïve et désinvolte que le groupe faisait jusqu'à présent (un changement qui avait commencé à prendre forme en 1982 avec le très mélancolique Leave in Silence). Le groupe a continué d'améliorer sa formule industrielle au cours des deux albums suivants, Some Great Reward en 1984 et Black Celebration en 1986.
En plus du changement dans l'orientation musicale du groupe, le single servait aussi de transition dans le contenu des paroles. En effet, Construction Time Again comprenait des thèmes politiques, provoqués par la pauvreté que Gore a pu voir dans un voyage effectué en Thaïlande. Ces thèmes étaient en plein contraste avec la musique pop souvent inoffensive et frivole du début de sa carrière. Everything Counts s'adresse particulièrement aux dirigeants avides d'argent et faisant preuve de corruption dans l'industrie musicale, les paroles parlant de « mains rapaces (grabbing hands) » qui « prennent tout ce qu'elles peuvent (grab all they can) ». Les paroles de la chanson sont plutôt générales, elles peuvent s'appliquer aux dirigeants des grandes entreprises et donc être interprétées comme un hymne dénonçant les abus du capitalisme. De manière surprenante, le single est sorti à un moment où le groupe n'était pas sous contrat indéterminé avec Mute Records.
C'était aussi la première chanson du catalogue du groupe où les deux chanteurs étaient présents. Le chanteur principal David Gahan chante les couplets, tandis que le compositeur Martin Gore chante lui le refrain. Cependant, lorsque la chanson était interprétée en live, le refrain était chanté par tous les musiciens du groupe sauf Gahan, comme on peut le voir sur le clip du single en version live.

## Versions en live et ressorties
La chanson est vite devenue l'une des préférées des fans, et a été utilisée pour ouvrir les concerts de la tournée Construction Time Again. La première version live à être sortie dans les bacs est celle du Some Great Reward tour de 1984, provenant d'un concert enregistré à Liverpool et parue sur le double single Blasphemous Rumours / Somebody. Pendant le Music for the Masses Tour, le groupe utilisait Everything Counts pour clore les concerts et en 1989, la chanson est ressortie en single dans sa version concert afin de promouvoir l'album live 101. Toutes les chansons en public de ce disque ont été enregistrées le 18 juin 1988 au Rose Bowl de Pasadena à l'occasion de la dernière performance du groupe dans le Music for the Masses Tour. Cette version de la chanson laisse entendre la foule continuer à chanter le refrain encore longtemps après la fin du titre.
Le titre apparait aussi sur la vidéo du concert Devotional en tant que dernière chanson jouée. Elle apparaît aussi dans certaines dates du concert Touring the Angel et sur le DVD de la tournée, Touring the Angel: Live in Milan, en tant que bonus.
Everything Counts a aussi bénéficié d'un remix et d'une ressortie en 2006. Everything Counts (Oliver Huntemann & Stephan Bodzin Dub) est compris dans la sortie du single Martyr. Il existe aussi une version remix de Oliver Huntemann & Stephan Bodzin non-sortie qui circule sur le net, contenant plus de paroles que la version originale.

## Clips musicaux
Le clip de Everything Counts a été réalisé par Clive Richardson dans les environs de Berlin. Le groupe est retourné auprès de Richardson, car il n'était finalement pas satisfait du travail de Julien Temple pour les singles issus de A Broken Frame. Richardson avait auparavant réalisé le clip pour Just Can't Get Enough, deux ans auparavant. Alan Wilder dit à ce sujet : « On sentait qu'après les années Julien Temple, on avait besoin d'améliorer non seulement notre son mais aussi notre image. Clive avait beaucoup de nouvelles idées qui ne comprenaient pas l'implication de stupides storyboards dans lesquels on nous demandait de jouer. » Dans le clip original, le xylophone, le mélodica, et la chalemie sont joués respectivement par Alan Wilder, Martin Gore, et Andrew Fletcher. Le son de la chalemie a cependant été produit sur synthétiseur lors de l'enregistrement, mais le groupe a utilisé le véritable instrument pour les besoins du clip et des interprétations lors d'émissions de télévision.
Le clip de Everything Counts (live) a été réalisé par D.A. Pennebaker, en 1989. Ce clip comprend non seulement des extraits de l'interprétation du morceau en live, mais aussi des passages variés faisant référence à tout l'argent drainé par les ventes des produits estampillés DM et de tickets du concert, ce qui constitue une forme d'autodérision par rapport au thème abordé par la chanson. En effet, à ce moment-là de sa carrière, Depeche Mode était devenu une formation très populaire et lucrative aux États-Unis.

## Face B
La face B de la première parution du single est Work Hard, la première chanson de Depeche Mode (à part les titres instrumentaux) à être créditée à la fois à Martin Gore et Alan Wilder (le seul autre cas étant la chanson Black Day en 1986, une chanson bonus de l'album Black Celebration, créditée à Gore, Wilder, et Daniel Miller).
La face B de la ressortie est une version live de Nothing, une piste de Music for the Masses. La version en vinyle 12" inclut aussi les versions live de Sacred et A Question of Lust.

## Versions de la chanson

### Remixes deEverything Counts
Lors de la première sortie, il n'y avait qu'un remix de disponible. La version vinyle 12" du single est appelée Everything Counts (In Larger Amounts), bien que parfois (comme dans la sortie américaine de Construction Time Again) elle est simplement intitulée Version Longue.
Cependant, les ressorties en live du single contiennent une pléthore de mixes provenant d'une variété de remixers, malgré le fait que les versions standard en vinyle 7" et 12" n'en contenaient aucun. Cette version est le premier single de Depeche Mode à être sorti dans un format vinyle 10" ; la face A de la version 10" est le Absolut Mix, remixé par Alan Moulder (certaines versions réfèrent le mix sous le nom de Alan Moulder Mix). La face B incluait aussi la version originale sortie sur le vinyle 12" sous le nom Reprise, une reprise de 55 secondes de la chanson placée après le dernier titre de l'album Construction Time Again (And Then...). C'est en fait, la fin de la chanson Everything Counts (In Larger Amounts) avec le beat en moins.
La version vinyle 12" est Bomb the Bass Mix, remixé par Tim Simenon et Mark Saunders. Simenon sera plus tard engagé par le groupe comme producteur pour leur album Ultra, sorti en 1997.

### Remixes face B
Différents mixes d'autres chansons sont apparus également lors des sorties du single. Sur la version de 1983, la face B du vinyle 12" comprend une version étendue de Work Hard intitulée East End Remix.
Deux remixes de Nothing apparaissent aussi sur la version de 1989, incluant le Remix Edit (parfois référé comme le US 7" Mix comme c'était la face B américaine du vinyle 7" exclusive au single Strangelove '88) et le Zip Hop Mix de Justin Strauss.
Un remix de Strangelove apparait aussi sur la version vinyle 12", sous le nom Highjack Mix par Tim Simenon et Mark Saunders, qui ont aussi remixé la face A.

### Reprises
Le groupe de death metal mélodique In Flames a repris la chanson sur son album sorti en 1997, Whoracle.
Le groupe britannique de musique électronique Meat Beat Manifesto a contribué à la reprise de la chanson pour l'album hommage For the Masses sorti en 1998.
Le groupe allemand Cinema Bizarre reprend en partie la chanson dans son titre Escape to the Stars".

## Liste des formats et chansons

### Versions de 1983
| Vinyle 7"Mute / Bong3 (UK) & Sire / 7-29482 (US) 1. Everything Counts (3:58) 2. Work Hard (4:21) Vinyle 12"Mute / 12Bong3 (UK) 1. Everything Counts (In Larger Amounts) (7:18) 2. Work Hard (East End Remix) (6:57) L12"Mute / L12Bong3 (UK) 1. Everything Counts (7" Version) (3:58) 2. New Life (live) (4:12) 3. Boys Say Go! (live) (2:36) 4. Nothing to Fear (live) (4:28) 5. The Meaning of Love (live) (3:14) | CD (1991 Box Set)Mute / CDBong3 (UK) 1. Everything Counts (3:59) 2. Work Hard (4:22) 3. Everything Counts (In Larger Amounts) (7:21) 4. Work Hard (East End Remix) (6:58) Vinyle 12"Sire / 0-20165 (US) 1. Everything Counts (In Larger Amounts) (7:18) 2. Work Hard (East End Remix) (6:57) |

Notes
- Everything Counts, Nothing to Fear, et The Meaning of Love sont écrites par Martin Gore.
- Work Hard est écrite par Martin Gore et Alan Wilder.
- New Life et Boys Say Go! sont écrites par Vince Clarke.
- Les versions live ont été enregistrées le 25 octobre 1982 au Hammersmith Odeon de Londres.

### Versions de 1989
| Vinyle 7"Mute / Bong16 (UK) 1. Everything Counts (Live Full Version) (6:45) 2. Nothing (live) (4:35) Vinyle 12"/CDMute / 12Bong16 / CDBong16 (UK) 1. Everything Counts (Live Single Version) (5:46) 2. Nothing (live) (4:40) 3. Sacred (live) (5:12) 4. A Question of Lust (live) (4:12) Vinyle 10"Mute / 10Bong16 (UK) 1. Everything Counts (Absolut Mix) (6:04) 2. Everything Counts (In Larger Amounts) (7:31) 3. Nothing (US 7" Mix) (3:57) 4. Everything Counts (Reprise) (0:55) Édition limitée vinyle 12"/CDMute / L12Bong16 / LCDBong16 (UK) 1. Everything Counts (Tim Simenon/Mark Saunders Remix) (5:32) 2. Nothing (Justin Strauss Remix) (7:01) 3. Strangelove (Tim Simenon/Mark Saunders Remix)(6:33) | CD (2004 Box Set)Mute / CDBong16X (UK) 1. Everything Counts (Live Single Version) (5:46) 2. Nothing (live) (4:35) 3. Sacred (live) (5:12) 4. A Question of Lust (live) (4:12) 5. Everything Counts (Tim Simenon/Mark Saunders Remix) (5:32) 6. Nothing (Justin Strauss Remix) (7:01) 7. Strangelove (Tim Simenon/Mark Saunders Remix) (6:33) 8. Everything Counts (Absolut Mix) (6:04) 9. Everything Counts (In Larger Amounts) (7:31) 10. Nothing (US 7" Mix) (3:57) 11. Everything Counts (Reprise) (0:55) Vinyle 7"Sire / 7-22993 (US) 1. Everything Counts (Live Radio Edit) (4:50) 2. Nothing (live) (4:35) Vinyle 12"Sire / 0-21183 (US) 1. Everything Counts (Tim Simenon/Mark Saunders Remix) (5:32) 2. Everything Counts (Live Single Version) (5:46) 3. Nothing (live) (4:42) 4. Everything Counts (Absolut Mix) (6:00) 5. Sacred (live) (5:13) 6. A Question of Lust (live) (4:13) CassetteSire / 4-22993 (US) 1. Everything Counts (Live Radio Edit) (4:50) 2. Nothing (live) (4:35) |

Notes
- Toutes les chansons sont écrites par Martin Gore.
- Les versions live ont été enregistrées au Rose Bowl de Pasadena le 18 juin 1988.

## Classements
| Hit parade                                       | Meilleure position |
| ------------------------------------------------ | ------------------ |
| Allemagne                                        | 23                 |
| Autriche                                         | 26                 |
| États-Unis (Billboard Hot Dance Music/Club Play) | 17                 |
| Irlande                                          | 15                 |
| Royaume-Uni                                      | 6                  |
| Pays-Bas                                         | 50                 |
| Suède                                            | 18                 |
| Suisse                                           | 8                  |

| Hit parade                                                | Meilleure position |
| --------------------------------------------------------- | ------------------ |
| Allemagne                                                 | 12                 |
| Autriche                                                  | 26                 |
| États-Unis (Billboard Modern Rock Tracks)                 | 13                 |
| États-Unis (Billboard Hot Dance Club Play)                | 16                 |
| États-Unis (Billboard Hot Dance Music/Maxi-Singles Sales) | 18                 |
| Irlande                                                   | 17                 |
| Nouvelle-Zélande                                          | 27                 |
| Pays-Bas                                                  | 89                 |
| Royaume-Uni                                               | 22                 |
| Suisse                                                    | 18                 |